# Kiemławki Małe
Kiemławki Małe (niem. Klein Kemlack) – przysiółek w Polsce położony w województwie warmińsko-mazurskim, w powiecie kętrzyńskim, w gminie Barciany.
W latach 1975–1998 miejscowość administracyjnie należała do województwa olsztyńskiego.

## Historia
W roku 1970 w Kiemławkach Małych mieszkało 36 osób.